# Linka Jamanote
Linka Jamanote (japonsky: 山手線, Jamanote-sen) je okružní rychlodráha, jezdící v uzavřené smyčce o délce 34,5 km v centru Tokia. Je jednou z nejdůležitějších a nejfrekventovanějších železničních linek a spojuje všechna hlavní tokijská nádraží a významné městské čtvrti. Pouze 6 z celkových 29 stanic nemá návaznost na jinou železnici nebo na metro. Provoz zajišťuje Východojaponská železniční společnost.

## Provoz
Provoz na lince Jamanote začíná ráno ve 4:30 a končí po půlnoci kolem 1:20, ve špičce mají vlaky interval 2,5 minuty. Kompletní smyčku vlak projede zhruba za hodinu. Všechny vlaky staví ve všech stanicích. Denně je na této trati přepraveno přes 3,5 milionu osob.

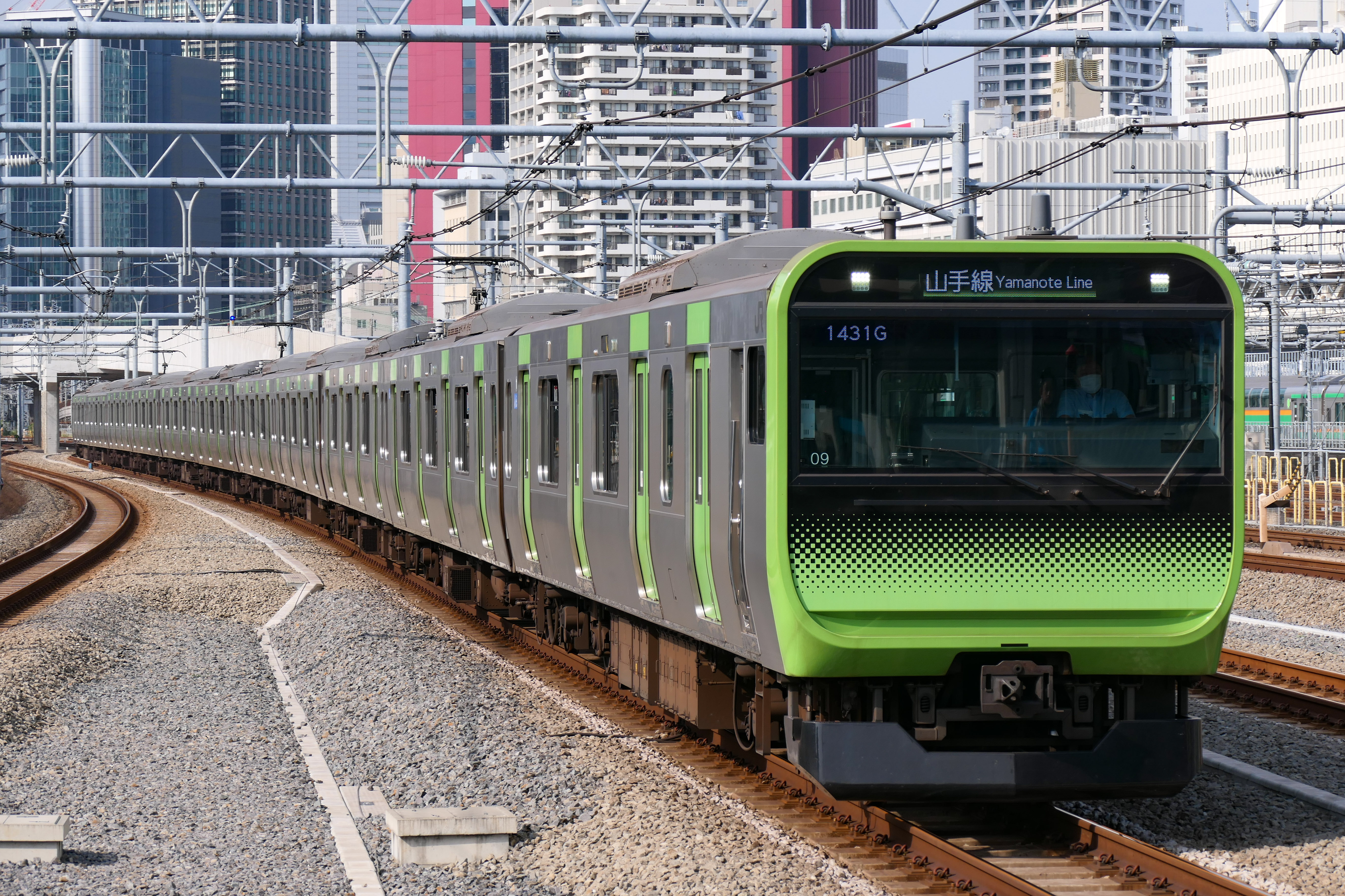
Vlaková souprava linky Jamanote

Rozlišovacím znakem souprav na této trati je světle zelený nátěr čela a nástupních dveří vagónů ve specifickém odstínu uguisu-iro ■. Stejnou barvou je trať označena na mapách.
Vlaky jedoucí po smyčce ve směru hodinových ručiček jsou označovány jako „soto-mawari“ (外回り, vnější smyčka), v opačném směru jako „uči-mawari“ (内回り, vnitřní smyčka). Soupravy na této trati absolvují zpravidla několik kompletních okruhů, než jsou odeslány do depa. Pro účely tvorby jízdního řádu je výchozí a cílovou stanicí nádraží Ósaki.
Linka Jamanote je také tarifní zónou pro dálkové jízdenky prodané mimo tokijskou oblast, na jízdenku vydanou do některé stanice na této trati lze cestovat do libovolné stanice ležící na lince Jamanote nebo uvnitř smyčky na lince Čúó.

## Historie
Trať vznikala po částech. První částí byla v roce 1885 spojnice čtvrtí Šinagawa a Akabane, tzv. linka Šinagawa, která byla první spojnicí severní a jižní části Tokia. Z této trati byla v roce 1903 na severní polovině postavena odbočka na západ, tzv. linka Tošima, spojující stanice Tabata a Ikebukuro. V roce 1909 byly obě tratě elektrifikovány a sloučeny, nová trať dostala jméno Jamanote.
Okružní smyčka v dnešní podobě byla dokončena v roce 1925, kdy byla trať po dostavbě úseku Kanda–Ueno přivedena na tokijské hlavní nádraží. V roce 1956 byla oddělena od paralelní linka Keihin-Tóhoku, a ve východní části smyčky mezi stanicemi Šinagawa a Tabata dostala vlastní vyhrazenou dvojkolejnou trať.

## Název
Název této trati v doslovném překladu znamená ruka hory. V mnoha japonských městech je označením pro kopcovitou oblast, a tvoří protiklad k níže položeným městským čtvrtím na pobřeží.
Jamanote se v japonštině píše vždy bez znaku „no“, který by se jinak psal jednou ze slabičných abeced (hiragana: の, katakana: ノ). V minulosti se často název přepisoval jako „Jamate“, a mezi japonskými cestujícími byl tento přepis velmi oblíbený, ačkoliv se trať oficiálně jmenovala Jamanote.
V roce 1971 ale tehdejší Japonské národní železnice stanovily oficiální názvy a přepisy jmen tratí, aby nedocházelo k matení cestujících. Dalším důvodem byla existence stanice Jamate na lince Negiši v Jokohamě. Zejména u starší generace však název Jamate zůstává velmi oblíbený.

## Vlaky
Provoz je zajišťován jedenáctivozovými elektrickými článkovými jednotkami řady E235, které na lince Jamanote slouží od roku 2015.
Soupravy jsou vybavené zabezpečovacím zařízením standardu Digital Automatic Train Control, které průběžně vyhodnocuje polohu vlaku, směrový a výškový profil trati a počet volných traťových úseků před vlakem a podle toho stanovuje doporučenou cestovní rychlost a profil brzdění. To umožňuje hustý provoz v krátkých intervalech mezi vlaky.
Všechny vagóny jsou také vybavené informačním systémem pro cestující: Nad každými dveřmi je dvojice LCD monitorů, z nichž jeden zobrazuje informace o následující stanici v japonštině i v angličtině, na druhém jdou zprávy, počasí a reklamy. Od roku 2018 jsou vagóny také postupně vybavovány bezpečnostními kamerami.

## Stanice
(po směru hodinových ručiček)
| Linka          | Kód stanice      | Jméno            | V japonštině | Traťová vzdálenost (km)         | Traťová vzdálenost (km) | Zastávky souběžné linky Keihin-Tóhoku | Přestupy | Umístění |
| Linka          | Kód stanice      | Jméno            | V japonštině | Mezistaniční úsek               | Celkem                  | Zastávky souběžné linky Keihin-Tóhoku | Přestupy | Umístění |
| -------------- | ---------------- | ---------------- | ------------ | ------------------------------- | ----------------------- | --- | --- | -------- |
| Linka Jamanote |                  | Šinagawa         | 品川         | od stanice Takanawa Gateway 0.9 | 0.0                     | ● | - Tókaidó-šinkansen - Linka Keihin-Tóhoku - Linka Tókaidó - Linka Ueno-Tókjó - Linka Jokosuka - Linka Keikjú (KK-01) | Minato   |
| Linka Jamanote |                  | Ósaki            | 大崎         | 2.0                             | 2.0                     | | - Linka Šónan-Šindžuku - Linka Saikjó - TWR: Linka Rinkai                                                            | Šinagawa |
| Linka Jamanote |                  | Gotanda          | 五反田       | 0.9                             | 2.9                     | - Tókjú: Linka Ikegami - Metro Tóei: Linka Asakusa (A-05) | | Šinagawa |
| Linka Jamanote |                  | Meguro           | 目黒         | 1.2                             | 4.1                     | - Tókjú: Linka Meguro - Tokijské metro: Linka Namboku (N-01) - Tokijské metro: Linka Mita (I-01) | | Šinagawa |
| Linka Jamanote |                  | Ebisu            | 恵比寿       | 1.5                             | 5.6                     | - Linka Šónan-Šindžuku - Linka Saikjó - Tokijské metro: Linka Hibija (H-02) | Šibuja |          |
| Linka Jamanote |                  | Šibuja           | 渋谷         | 1.6                             | 7.2                     | - Linka Šónan-Šindžuku - Linka Saikjó - Linka Inokašira - Tókjú: Linka Denentoši - Tókjú: Linka Tójoko - Tokijské metro: Linka Ginza (G-01) - Tokijské metro: Linka Hanzómon (Z-01) - Tokijské metro: Linka Fukutošin (F-16) | Šibuja |          |
| Linka Jamanote |                  | Haradžuku        | 原宿         | 1.2                             | 8.4                     | - Tokijské metro:Linka Čijoda (Meidžidžingúmae: C-03) - Tokijské metro:Linka Fukutošin (Meidžidžingúmae: F-15) | Šibuja |          |
| Linka Jamanote |                  | Jojogi           | 代々木       | 1.5                             | 9.9                     | - Linka Čúó-Sóbu - Metro Tóei: Linka Óedo (E-26) | Šibuja |          |
| Linka Jamanote |                  | Šindžuku         | 新宿         | 0.7                             | 10.6                    | - Linka Čúó - Linka Čúó-Sóbu - Linka Saikjó - Linka Šónan-Šindžuku - KEIÓ: Linka Keió - KEIÓ: Linka Keió-šinsen - Odakjú: Linka Odakjú Odawara - Tokijské metro: Linka Marunouči (M-08) - Metro Tóei: Linka Šindžuku (S-01) - Linka Óedo (E-27, Šindžuku-nišiguči: E-01) - Seibu: Linka Seibu-Šindžuku (Seibu-Šindžuku) | Šindžuku |          |
| Linka Jamanote |                  | Šin-Ókubo        | 新大久保     | 1.3                             | 11.9                    | | Šindžuku |          |
| Linka Jamanote |                  | Takadanobaba     | 高田馬場     | 1.4                             | 13.3                    | - Seibu: Linka Seibu-Šindžuku - Tokijské metro: Linka Tózai (T-03) | Šindžuku |          |
| Linka Jamanote |                  | Medžiro          | 目白         | 0.9                             | 14.2                    | | Tošima |          |
| Linka Jamanote |                  | Ikebukuro        | 池袋         | 1.2                             | 15.4                    | - Linka Saikjó - Linka Šónan-Šindžuku - Seibu: Linka Seibu-Ikebukuro - Tóbu: Linka Tóbu-Tódžó - Tokijské metro: Linka Marunouči (M-25) - Tokijské metro: Linka Júrakučó (Y-09) - Tokijské metro: Linka Fukutošin (F-09) | Tošima |          |
| Linka Jamanote |                  | Ócuka            | 大塚         | 1.8                             | 17.2                    | Tóden: Linka Arakawa (Ócuka-ekimae) | Tošima |          |
| Linka Jamanote |                  | Sugamo           | 巣鴨         | 1.1                             | 18.3                    | Metro Tóei: Linka Mita (I-15) | Tošima |          |
| Linka Jamanote |                  | Komagome         | 駒込         | 0.7                             | 19.0                    | Tokijské metro: Linka Namboku (N-14) | Tošima |          |
| Linka Jamanote |                  | Tabata           | 田端         | 1.6                             | 20.6                    | ● | Linka Keihin-Tóhoku                                                                                                  | Kita     |
| Linka Tóhoku   |                  | Tabata           | 田端         | 1.6                             | 20.6                    | | Linka Keihin-Tóhoku                                                                                                  | Kita     |
|                | Niši-Nippori     | 西日暮里         | 0.8          | 21.4                            | ｜                      | - Linka Keihin-Tóhoku - Tokijské metro: Linka Čijoda (C-16) - Nippori-Toneri Liner (02) | Arakawa |          |
|                | Nippori          | 日暮里           | 0.5          | 21.9                            | ｜                      | - Linka Keihin-Tóhoku - Linka Džóban (spěšné vlaky společně s Linkou Ueno-Tókjó) - Keisei: Linka Keisei - Nippori-Toneri Liner (01) | Arakawa |          |
|                | Uguisudani       | 鶯谷             | 1.1          | 23.0                            | ｜                      | Linka Keihin-Tóhoku | Taitó |          |
|                | Ueno             | 上野             | 1.1          | 24.1                            | ●                       | - Tóhoku-šinkansen - Jamagata-šinkansen - Akita-šinkansen - Hokkaidó-šinkansen - Džóecu-šinkansen - Hokuriku-šinkansen - Linka Keihin-Tóhoku - Linka Džóban - Linka Ucunomija (Linka Tóhoku) - Linka Takasaki - Linka Ueno-Tókjó - Tokijské metro: Linka Ginza (G-16) - Tokijské metro: Linka Hibija (H-17) - Linka Keisei: (Keisei Ueno) | Taitó |          |
|                | Okačimači        | 御徒町           | 0.6          | 24.7                            | ▲                       | - Linka Keihin-Tóhoku (R) - Metro Tóei: Linka Óedo (Ueno-Okačimači: E-09) - Tokijské metro: Linka Ginza (Ueno-Hirokódži: G-15) - Tokijské metro: Linka Hibija (Naka-Okačimači: H-16) | Taitó |          |
|                | Akihabara        | 秋葉原           | 1.0          | 25.7                            | ●                       | - Linka Keihin-Tóhoku - Linka Čúó-Sóbu - Cukuba Expres (01) - Tokijské metro: Linka Hibija (H-15) | Čijoda |          |
|                | Kanda            | 神田             | 0.7          | 26.4                            | ●                       | - Linka Keihin-Tóhoku - Linie Čúó - Tokijské metro: Linka Ginza (G-13) | Čijoda |          |
|                | Tokio            | 東京             | 1.3          | 27.7                            | ●                       | - Tókaidó-šinkansen - Tóhoku-šinkansen - Jamagata-šinkansen - Akita-šinkansen - Hokkaidó-šinkansen - Džóecu-šinkansen - Hokuriku-šinkansen - Linka Keihin-Tóhoku - Linie Čúó - Linka Tókaidó - Linka Ueno-Tókjó - Linka Jokosuka - Linka Sóbu - Linka Keijó (část spojů pokračuje na Linku Musašino) - Tokijské metro: Linka Marunouči (M-17; také přístupné přes Ótemači: M-18) - Tokijské metro: Linka Tózai (Ótemači: T-09) - Tokijské metro: Linka Čijoda (Ótemači: C-11) - Tokijské metro: Linka Čijoda (Nidžúbašimae: C-10) - Tokijské metro: Linka Hanzómon (Ótemači: Z-08) - Metro Tóei: Linka Mita (Ótemači: I-09) | Čijoda |          |
| Linka Tókaidó  | Tokio            | 東京             | 1.3          | 27.7                            |                         | | Čijoda |          |
|                | Júrakučó         | 有楽町           | 0.8          | 28.5                            | ｜                      | - Linka Keihin-Tóhoku - Tokijské metro: Linka Júrakučó (Y-18) - Linka Keijó (Tokio: JE01) - Tokijské metro: Linka Hibija (Hibija: H-07) - Tokijské metro: Linka Čijoda (Hibija: C-09) - Metro Tóei: Linka Mita (Hibija: I-08) | Čijoda |          |
|                | Šimbaši          | 新橋             | 1.1          | 29.6                            | ｜                      | - Linka Keihin-Tóhoku - Linka Tókaidó - Linka Ueno-Tókjó - Linka Jokosuka - Tokijské metro: Linka Ginza (G-08) - Metro Tóei: Linka Asakusa (A-10) - Linka Jurikamome (U-01) | Minato |          |
|                | Hamamacučó       | 浜松町           | 1.2          | 30.8                            | ●                       | - Linka Keihin-Tóhoku - Tokyo Monorail - Metro Tóei: Linka Asakusa (Daimon: A-09) - Metro Tóei: Linka Óedo (Daimon: E-20) | Minato |          |
|                | Tamači           | 田町             | 1.5          | 32.3                            | ●                       | - Linka Keihin-Tóhoku - Metro Tóei: Linka Asakusa (Mita: A-08) - Metro Tóei: Linka Mita (Mita: I-4) | Minato |          |
|                | Takanawa Gateway | 高輪ゲートウェイ | 1.3          | 33.6                            | ●                       | - Linka Keihin-Tóhoku - Metro Tóei: Linka Asakusa (Sengakudži: A-07) - Linka Keikjú (Sengakudži) | Minato |          |
|                | Šinagawa         | 品川             | 0.9          | 34.5                            | ●                       | Viz nahoře | Minato |          |